# 長谷部誠 (政治家)
長谷部 誠（はせべ まこと、1951年〈昭和26年〉2月17日 - 2022年〈令和4年〉2月12日）は、日本の政治家。位階勲等は従四位、旭日中綬章。
前秋田県由利本荘市長（3期）、元秋田県議会議員（6期）。

## 来歴
秋田県岩城町（現・由利本荘市）出身。父親は衆議院議員を1期務めた長谷部七郎（日本社会党所属）。1973年3月、同志社大学経済学部卒業。1974年、秋田県教育委員会に勤務。
1983年4月30日、秋田県議会議員に就任。以後6期連続当選。
2005年3月22日、本荘市と由利郡7町（矢島町・岩城町・由利町・西目町・鳥海町・東由利町・大内町）が合併し、由利本荘市が発足した。これに伴って4月17日に行われた由利本荘市長選挙に立候補するも、旧本荘市長の柳田弘に僅差で敗れる（柳田：27,258票、長谷部：26,553票）。
2009年4月12日に行われた市長選に民主党の推薦を得て立候補。柳田市政を引き継ぐ前市総務部長の渡部聖一を破り初当選した（長谷部：28,146票、渡部：23,777票）。4月17日、市長に就任。
2013年、無投票で2期目の当選。2017年、無投票で3期目の当選。
2021年4月4日投開票の市長選挙で元由利本荘市議会議員の湊貴信に敗れ落選。4期連続での当選はならなかった。
2022年2月12日、自宅で倒れ意識不明の状態で由利本荘市内の病院に搬送されたが、同日7時27分、心臓関連死のため、同所で死去。70歳没。死没日付で従四位に叙され、旭日中綬章を受章。

## 不祥事
- 2014年11月20日、市役所本庁舎の耐震改修工事を行った2013年にトイレやシャワーなどを備えた専用のユニットバスルームを市議会に報告せず市長室に設置していたことを明らかにした[7][8]。